# Pardirallus
Pardirallus é um género de ave da família Rallidae.

## Espécies
- Saracura-pintada, Pardirallus maculatus
- Saracura-sanã, Pardirallus nigricans
- Saracura-do-banhado, Pardirallus sanguinolentus